# Circuit Switched Data
Circuit Switched Data ist ein leitungsvermittelter Datendienst beim Mobilfunk.
Die Datenverbindung wird vom Mobilfunktelefon zu einer (beliebigen) Gegenstelle hergestellt. Diese Verbindung ist mit einem einfachen Telefongespräch vergleichbar. Im Unterschied dazu werden jedoch Daten mit einer Geschwindigkeit von 14,4 kbit/s (je Kanal) übertragen. Aufgrund einer Fehlersicherung der Übertragung bleiben für die Nutzdaten nur noch 9,6 kbit/s übrig. Dies entspricht einem Durchsatz von 1,2 kByte/s. Aktuelle Frequenzmodulationsverfahren können die 14,4 kbit/s komplett zur Datenübertragung nutzen. Jedoch geschieht dies auf Kosten der Fehlerkorrektur. CSD beherrscht jedes Mobiltelefon, welches ein internes GSM-Modem besitzt.
Eine Erweiterung von CSD mittels Bündelung mehrerer GSM-Datenkanäle stellt HSCSD dar.
CSD ist ein sehr ineffizienter Datendienst. Bei der Nutzung von CSD wird der Funkkanal auch reserviert, wenn keine Daten gesendet oder empfangen werden. Deshalb wird CSD von den meisten europäischen Mobilfunkanbietern nur noch an Geschäftskunden für ältere Machine-to-Machine (M2M)-Anwendungen angeboten. Neue Machine-to-Machine (M2M)-Anwendungen sind über den paket-orientierten Datendienst (PSD) zu realisieren.